# Hans Dewitz
Hans Wilhelm Friedrich Dewitz (* 2. August 1910 in Altona, heute Hamburg; † 30. September 1992) war ein deutscher Politiker der SPD.

## Leben und Beruf
Dewitz absolvierte zunächst die Tischlerlehre und nahm 1929 eine Tätigkeit als Kontorbote bei der Konsumgenossenschaft „Produktion“ auf. Aufgrund seiner sozialistischen Einstellung sowie Differenzen mit Vertretern der nationalsozialistischen Betriebsorganisation wurde er zum 1. August 1933 entlassen und war im Anschluss arbeitslos. Unter dem Vorwurf der Vorbereitung zum Hochverrat wurde er am 20. Juli 1934 im elterlichen Haus in Wilhelmsburg verhaftet. Seine Haft verbrachte er in den ersten Wochen im KZ Fuhlsbüttel, danach im Polizeigefängnis Hütten in Hamburg-Neustadt sowie in Stade. Am 17. Januar 1935 wurde er vom Kammergericht Berlin freigesprochen und aus der Haft entlassen, blieb jedoch weiter arbeitslos. Dies änderte sich erst im Frühjahr 1937, als er eine Tätigkeit bei den Ebano-Werken in Harburg annahm. Im Juni 1937 wurde sein Haus erneut von der Gestapo durchsucht, dabei wurden seine Bibliothek und eine Fotosammlung beschlagnahmt. Im Januar 1940 wurde Dewitz zur Wehrmacht eingezogen und nahm als Soldat am Zweiten Weltkrieg teil. Er geriet in Kriegsgefangenschaft, aus der er im Januar 1948 entlassen wurde. Nach seiner Rückkehr war er als Jugendfürsorger tätig.
Nach ihm wurde der Hans-Dewitz-Ring in Heimfeld benannt.

## Politik
1925 trat Dewitz in die SAJ ein, 1931 übernahm er die Leitung der SAJ in Harburg. Nach dem Krieg war er am Wiederaufbau der demokratischen Strukturen und der SPD beteiligt. Von 1950 bis 1968 war er Vorsitzender der Harburger SPD. 1957 wurde er erstmals in die Hamburgische Bürgerschaft gewählt, von 1960 an war er dort Geschäftsführer der SPD-Fraktion. Am 29. Februar 1968 legte er sein Bürgerschaftsmandat nieder, um das Amt des Bezirksamtsleiters im Bezirk Harburg zu übernehmen. Dieses übte er bis 1977 aus.